# Jadranka Ćosić
Jadranka Ćosić (in serbo Јадранка Ћосић?; Fojnica, 27 marzo 1970) è un'ex cestista jugoslava.

## Carriera
Con la Jugoslavia ha disputato i Campionati europei del 1995.